# أفيري ستافورد
أفيري ستافورد (بالإنجليزية: Avery Stafford)‏ هو مغني أمريكي، ولد في 1965.